# Habroloma
Genre
Habroloma est un genre d'insectes de l'ordre des coléoptères, de la famille des Buprestidae.

## Principales espèces

### En Europe
- Habroloma breiti (Obenberger, 1918)
- Habroloma geranii (Silfverberg, 1977)
- Habroloma triangulare (Lacordaire, 1835)